# کنچا بلاسکو
کُنچا بلاسکو (اسپانیایی: Concha Velasco‎؛ زادهٔ ۲۹ نوامبر ۱۹۳۹ – درگذشتهٔ ۲ دسامبر ۲۰۲۳) بازیگر تئاتر و سینما و تلویزیون، مجری تلویزیون، هنرمند رقص فلامنکو و خواننده اهل اسپانیا بود که در دوران کودکی، مدتی را با والدین در عرائش زندگی کرد.
از فیلم‌ها یا برنامه‌های تلویزیونی که وی در آن نقش داشته‌است، می‌توان به دختران تلفنچی، انگیزه‌های شخصی، کندو و امکانش هست؟ اشاره کرد.